# Плискановский, Станислав Тихонович
Станисла́в Ти́хонович Плискано́вский (9 мая 1929 — 27 сентября 2020) — известный металлург, директор Мариупольского металлургического завода имени Ильича в 1973—1980 годах, доктор технических наук, Почётный профессор Национальной металлургической академии Украины, академик АН Высшей школы Украины и Академии инженерных наук Украины.

## Биография
Родился 9 мая 1929 года в городе Белая Калитва, Ростовская область. В 1952 году окончил металлургический факультет Сталинского политехнического института и в 1952—1954 годах прошёл путь от горнового до помощника начальника смены Макеевского металлургического завода имени С. Кирова. В 1954—1957 годах учится в аспирантуре, а затем до 1959 года работает старшим научным сотрудником научно-исследовательского сектора в политехническом институте.
За годы работы на заводе «Азовсталь» (1959 — 1973 годы) С. Т. Плискановский возглавлял аглодоменную лабораторию, затем — ЦЗЛ и 8 лет был главным инженером завода. В январе 1973 года кандидат технических наук, автор многих печатных работ и ряда изобретений, Станислав Тихонович, назначается директором завода имени Ильича (Мариуполь).
С января 1980 года по 1991 годы он работал первым заместителем министра чёрной металлургии УССР, начальником объединения «Южметаллургпром», а затем первым заместителем министра чёрной металлургии СССР.
С 1980 по 1990 годы был депутатом Верховного Совета Украины.
С 1991 года — профессор кафедры металлургии чугуна в Металлургической академии Украины.
С 1996 по 2013 годы возглавлял Государственный институт подготовки и переподготовки кадров промышленности (ГИПОпром).
В июле 2015 года, отмечая огромный вклад С. Т. Плискановского в развитие национальной металлургии и Национальной металлургической академии (НМетАУ), на торжественном заседании Ученого совета НМетАУ ему было торжественно присвоено звание «Почетный профессор НМетАУ».

## Научная деятельность
Станислав Плискановский защитил кандидатскую диссертацию в 1963 году, докторскую — в 1989 году.
Он является автором более 200 научных трудов и 100 авторских свидетельств.

## Награды
- Лауреат Государственной премии СССР (1984)
- Трижды лауреат Государственной премии Украины (1987, 1993, 2000)